# USS Roanoke (CL-145)
USS Roanoke (CL-145) là một tàu tuần dương hạng nhẹ thuộc lớp Worcester của Hải quân Hoa Kỳ, mà hầu hết bị hủy bỏ do Chiến tranh Thế giới thứ hai kết thúc, và là một trong những tàu tuần dương toàn súng lớn cuối cùng của Hải quân Mỹ. Mặc dù là tàu tuần dương hạng nhẹ về phương diện kỹ thuật do được trang bị pháo 6 in (152 mm), trong thực tế nó là một trong những tàu tuần dương lớn nhất từng được chế tạo. Kết hợp độ cơ động của tàu khu trục với kích cỡ tàu tuần dương cùng dàn pháo chính không chỉ đối đầu hiệu quả với mục tiêu mặt biển mà với cả máy bay, Roanoke bao gồm nhiều bài học có được trong cuộc chiến tranh.

## Thiết kế và chế tạo
Roanoke được đặt lườn vào ngày 15 tháng 5 năm 1945 tại xưởng tàu của hãng New York Shipbuilding Corporation ở Camden, New Jersey. Nó được hạ thủy vào ngày 16 tháng 6 năm 1947, được đỡ đầu bởi Cô Julia Ann Henebry; và được đưa ra hoạt động tại Xưởng hải quân Philadelphia vào ngày 4 tháng 4 năm 1949 dưới quyền chỉ huy của Hạm trưởng, Đại tá Hải quân Bernard R. Cadden.

## Lịch sử hoạt động
Sau đợt chạy thử máy tại khu vực biển Caribe, chiếc tàu tuần dương mới tiến hành các cuộc cơ động hạm đội tại Đại Tây Dương như một đơn vị của Lực lượng Thiết giáp-Tuần dương, và vào ngày 6 tháng 1 năm 1950 đã lên đường gia nhập Đệ Lục hạm đội tại Địa Trung Hải trong đợt bố trí dài ngày đầu tiên của nó. Quay trở về Hoa Kỳ vào tháng 5, nó bắt đầu luân phiên các đợt bố trí cùng Đệ Lục hạm đội với những hoạt động dọc bờ Tây Đại Tây Dương cho đến mùa Hè năm 1952, khi nó thực hiện một chuyến đi huấn luyện học viên sĩ quan đến Châu Âu và vùng biển Caribe. Tiếp tục phục vụ cùng Lực lượng Thiết giáp-Tuần dương của Hạm đội Đại Tây Dương cho đến mùa Thu năm 1955, Roanoke hoàn tất lượt bố trí thứ sáu tại Địa Trung Hải vào tháng 5, rồi chuẩn bị để được chuyển sang Hạm đội Thái Bình Dương.
Vào ngày 22 tháng 9 năm 1955, khởi hành từ Norfolk, Virginia, băng qua kênh đào Panama để đi sang vùng bờ Tây Hoa Kỳ. Đặt cảng nhà mới tại Long Beach, California, nó thực hiện chín lượt huấn luyện quân nhân Hải quân dự bị, cùng thực hiện hai chuyến đi đến khu vực Tây Thái Bình Dương từ tháng 5 năm đến tháng 12 năm 1956 và từ tháng 9 đến tháng 10 năm 1958; trước khi được cho ngừng hoạt động vào ngày 31 tháng 10 năm 1958. Được đưa về lực lượng dự bị, nó bị bỏ không và neo đậu tại Mare Island cho đến khi được bán cho hãng Levin Metals Corporation tại San Jose, California vào ngày 22 tháng 2 năm 1972 để tháo dỡ.

## Phần thưởng[1]
|  |  |

| Huân chương Phục vụ Chiếm đóng Hải quân | Huân chương Phục vụ Phòng vệ Quốc gia |